# Wallis (ilha)
Wallis é uma ilha vulcânica no arquipélago das ilhas Wallis, um dos dois arquipélagos da coletividade ultramarina francesa de Wallis e Futuna no Pacífico Sul. Situa-se na Polinésia ocidental, a nordeste das Fiji, a noroeste de Tonga e a oeste da Samoa. Está 240 km a nordeste das ilhas Horn (Futuna e Alofi).
Tem 77,5 km2 de área e 10731 habitantes em 2008.
Em conjunto com 15 ilhéus menores, forma as ilhas Wallis, rodeadas por um recife de coral. Wallis tem fértil solo vulcânico e chuva suficiente para permitir a agricultura de subsistência.
A ilha está subdividida em três distritos. De norte para sul são:
- Hihifo ("Oeste", com 2422 habitantes): 5 aldeias: Vailala, Tufuone, Vaitupu, Malae, e Alele.
- Hahake ("Este", com 3950 habitantes): 6 aldeias: Liku, Aka'aka, Mata-Utu, Ahoa, Falaleu, e Ha'afuasia.
- Mu'a ("Primeiro", com 3699 habitantes): 10 aldeias: Lavegahau, Tepa, Gahi, Ha’atofo, Mala’efo’ou, Kolopo, Halalo, Utufua, Vaimalau, e Teesi.

Fez parte do Império Tu'i Tonga entre os séculos XIII e XVI. A ilha passou a chamar-se  Wallis após a passagem do navegador Samuel Wallis, que a redescobriu enquanto navegava no HMS Dolphin, em 16 de agosto de 1767, a caminho do Taiti. Em 1886, converteu-se em protetorado francês.
Os habitantes falam a língua wallisiana. A ilha é servida pelo Aeroporto de Hihifo.

## Ver também

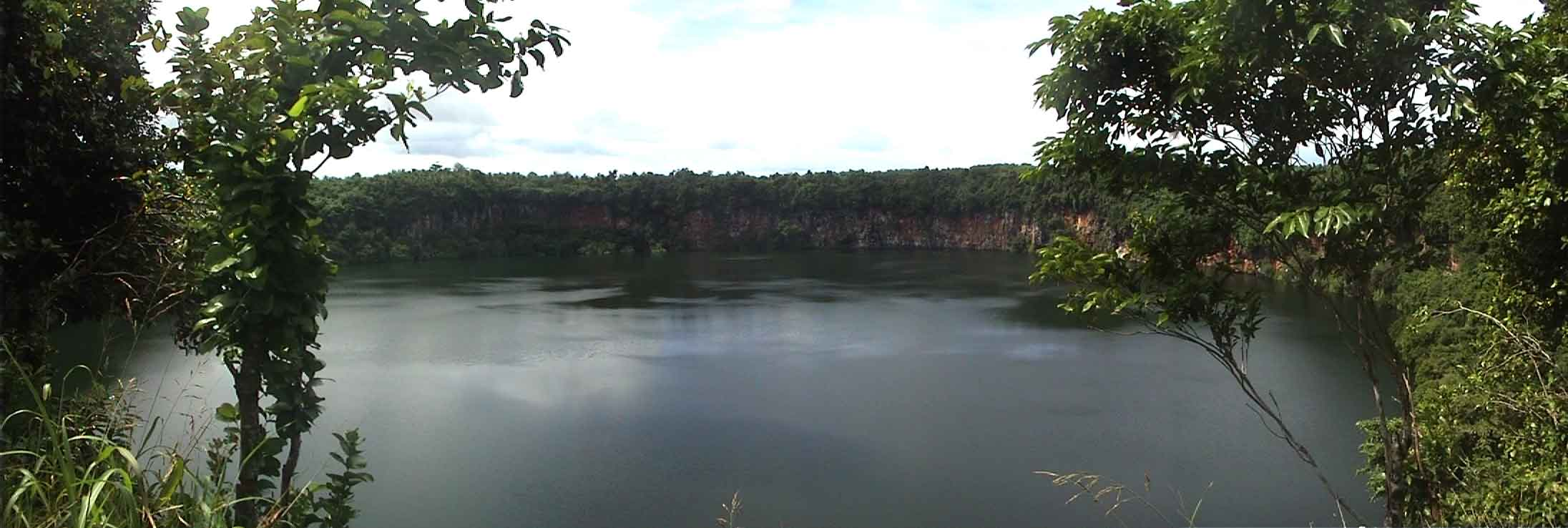
Lago Lalolalo na ilha Wallis